# Учение бахаи
Учение бахаи представляет собой значительное количество богословских, этических, социальных и духовных идей и принципов, которые были заложены в Вере Бахаи Бахауллой, основателем религии, и разъяснены ее сменявшими друг друга лидерами: Абдул-Баха, сыном Бахауллы и Шоги Эффенди, внуком Абдул-Баха. Учения были записаны в различных трудах бахаи. Учение Веры Бахаи в сочетании с подлинными элементами учения нескольких прошлых религий (зороастризма, индуизма, иудаизма, буддизма, христианства и ислама) рассматривается бахаи как Богоявленное учение.
Учение бахаи включает теологические утверждения о Боге, его посланниках и человечестве, а также этические и социальные принципы, включая равенство всех людей, независимо от пола, расы, нации, цвета кожи или социального класса, гармонию науки и религии, гендерное равенство, образование по единому международному стандарту, устранение крайностей богатства и бедности, и другие.

## Краткое содержание
Наиболее значимые и отличительные принципы учения бахаи включают единство человечества, религий, Бога и любовь ко всем людям, примером которой является Золотое правило, а также многие социальные принципы.
Шоги Эффенди, который был главой религии в 1921—1957 годах, написал следующее краткое изложение того, что он считал отличительными принципами учения Бахауллы, которые, по его словам, вместе с законами и постановлениями Китаб-и-Агдас составляют основу Веры Бахаи:
Независимый поиск истины, свободный от суеверий и традиций ; единство всего человеческого рода, как основной принцип и основополагающее учение Веры; базовое единство всех религий; осуждение всех форм предрассудков, будь то религиозные, расовые, классовые или национальные; гармония религи и науки; равноправие мужчин и женщин, которые представляют два крыла, на которых может парить птица человеческого рода; введение обязательного образования; принятие универсального вспомогательного языка; устранение крайностей богатства и бедности; учреждение всемирного трибунала для разрешения споров между нациями; возведение работы, совершаемой в духе служения, в ранг богослужения; установление справедливости как руководящего принципа человеческого общества и укрепление религии как оплота защиты всех народов и наций; и установление постоянного и всеобщего мира как высшей цели всего человечества — они выделяются как важнейшие элементы [провозглашенные Бахауллой].

## Единство
Три основных утверждения Веры Бахаи, иногда называемые «тремя единствами», занимают центральное место в учении. Это единство Бога, единство религии и единство человечества. В писаниях бахаи говорится, что существует единый всемогущий Бог, раскрывающий свое послание через ряд божественных посланников или наставников, рассматривая его как одну постепенно разворачиваемую религию, единому человечеству, все представители которого обладают разумной душой и различаются только цветом кожи и культурой. Эта идея имеет основополагающее значение не только для объяснения верований бахаи, но и для освещения отношения бахаи к другим религиям, которые они считают ниспосланными Богом. Приход в веру всех рас и культур принес демографическое разнообразие Веры Бахаи, сделав ее второй по географической распространенности религией в мире и, благодаря чему, ее литература была переведена на более чем 800 языков.

### Единство Бога
Взгляд бахаи на Бога по сути монотеистичен. Бог — нетленное, несотворенное существо, источник всего сущего. Он описывается как «личностный Бог, непознаваемый, недоступный, источник всех Откровений, вечный, всеведущий, вездесущий и всемогущий». Хотя его образ трансцендентен и недоступен для познания напрямую, он отражает себя в творении. Цель творения состоит в том, чтобы творение познавало и любило своего создателя.
Согласно Вере Бахаи, хотя в религиях отражаются различные представления о Боге и его природе, все они исходят от одного Бога, от одного и того же Существа. Различия, вместо того, чтобы рассматриваться как непримиримые конструкции взаимоисключающих культур, рассматриваются как целенаправленное отражение различных потребностей обществ, в которых были раскрыты божественные послания.

В учении бахаи утверждается, что Бог слишком велик, чтобы люди могли создать точное представление о нем. В понимании бахаи свойства, приписываемые Богу, такие как Всемогущий и Вселюбящий, происходят из ограниченного человеческого опыта о таких понятиях, как например сила и любовь. Бахаулла учил, что познание Бога ограничивается теми свойствами и качествами, которые мы воспринимаем, и поэтому прямое познание Бога невозможно. Далее Бахаулла утверждает, что знание качеств Бога открывается человечеству через его посланников.
Поскольку наше знание вещей, даже сотворенных и ограниченных, есть знание их качеств, а не их сущности, то как можно постичь в своей сущности Божественную Реальность, которая безгранична? … Познание Бога, следовательно, означает понимание и познание Его свойств, а не Его Реальности. Это знание свойств также пропорционально способностям и силе человека; оно не абсолютно.
Хотя в писаниях бахаи говорится о личностном Боге, который является существом, обладающим личностью (включая способность рассуждать и чувствовать любовь), там ясно заявляется, что это не подразумевает человеческую или физическую форму. Учение бахаи утверждает, что приблизиться к Богу можно посредством молитвы, медитации, изучения священных писаний и служения.

### Единство человечества
В писаниях бахаи говорится, что существует только одно человечество и все люди равны перед Богом. Вера Бахаи подчеркивает единство человечества, превосходящее все различия расы, нации, пола, касты и социального класса, одновременно прославляя его разнообразие. Абдул-Баха заявляет, что объединение человечества теперь стало «главнейшим вопросом и задачей в религиозных и политических условиях мира». Писания бахаи подтверждают биологическое, политическое и духовное единство человечества. Бахаулла писал:
Вы — плоды одного дерева и листья одной ветви. Относитесь друг к другу с величайшей любовью и согласием, дружелюбием и товариществом.
Что касается биологического единства, в писаниях бахаи говорится, что различия между различными расами, нациями и этническими группами либо поверхностны (например, цвет кожи), либо являются результатом различий в происхождении или образовании. Основной принцип учения бахаи заключается в устранении всех форм предрассудков, что подразумевает не только устранение расовых предрассудков, но и других форм предрассудков, таких как гендерная дискриминация.
В учении бахаи утверждается, что, несмотря на этническое и культурное разнообразие, в первую очередь человечество принадлежит одному роду, а не какой-либо вспомогательной группе, такой как раса, нация или этническая принадлежность. Войны и межгрупповое соперничество прекратятся в будущем.

Хотя в писаниях бахаи говорится о единстве мира и его народов, единство не приравнивается к единообразию, а вместо этого там подтверждается ценность культурного, национального и индивидуального разнообразия посредством принципа «единства в разнообразии», который гласит, что признавая единство человечества, следует приветствовать культурное разнообразие. Единство в разнообразии обычно описывается в писаниях бахаи по аналогии с цветами одного сада, где разные цветы добавляют саду красоту.
Она [Вера] не игнорирует и не пытается подавить разнообразие этнического происхождения, культуры, истории, языка и традиций, мышления и привычек, которые различают народы и нации мира… Ее девиз — единство в разнообразии…

### Единство религии
В учении бахаи утверждается, что существует только одна религия, которая постепенно открывается Богом через пророков/посланников человечеству по мере того, как человечество взрослеет и его способность понимать также растет. Внешние различия в религиях, как говорится в писаниях бахаи, обусловлены требованиями времени и места, в которых была явлена религия. Бахаулла утверждал, что он самый последний по времени, но не последний из ряда божественных наставников, в число которых входят Иисус, Будда, Мухаммад и другие.

В писаниях Бахаи говорится, что суть посланников двойственна. Они одновременно имеют две природы: человеческую и божественную. Они божественны в том смысле, что все они происходят от одного и того же Бога и излагают его учение, и поэтому их можно рассматривать в одном и том же свете, но в то же время они являются отдельными личностями, известными под разными именами, которые выполняют определенные миссии и которым доверены особые откровения. Бахаулла во многих местах утверждает, что отрицание любого из посланников Бога равносильно отрицанию их всех и самого Бога. Что касается отношений с этими наставниками, которых бахаи называют Богоявлениями, Бахаулла пишет:
Бог предписал, что знание сих освященных Существ тождественно знанию Его Самого. Кто признал их, тот признал Бога. Всякий, кто прислушивается к их призыву, прислушивается к Гласу Божьему, и всякий, кто свидетельствует об истине их Откровения, свидетельствует об истине Самого Бога. Кто отвернулся от них, тот отвернулся от Бога, и кто не верит в них, тот не уверовал в Бога. . . Они — Проявления Бога среди людей, доказательства Его Истины и знамения Его славы.

## Последовательное откровение
Бахаи верят, что Бог в целом регулярно и с периодичностью раскрывает свою волю человечеству через посланников/пророков, которых называют Богоявлениями. Каждый посланник, в свою очередь, заключает завет и основывает религию. Этот процесс откровения, согласно писаниям бахаи, также никогда не прекращается, что отличается от других система верований, которые верят в окончательность своего пророка/посланника. Общая тема последовательных и непрерывных религий, основанных Богоявлениями, заключается в том, что существует эволюционная тенденция и что каждое Богоявление приносит человечеству большую меру откровения (или религии), чем предыдущее. Утверждается, что различия в откровении, принесенные Богоявлениями, не присущи характеристикам Богоявления, а связаны с различными мирскими, социальными и человеческими факторами; эти различия соответствуют «условиям» и «отличающимися требованиям эпохи» и «духовным способностям» человечества. Эти различия кажутся необходимыми, поскольку человеческое общество медленно и постепенно развивалось, проходя более высокие стадии объединения от семьи к племенам, а затем к нациям.
Таким образом, религиозная истина рассматривается как относительная к ее получателям, а не абсолютная; хотя посланники провозглашали вечные моральные и духовные истины, обновляемые каждым посланником, они также меняли свое послание, чтобы отразить особую духовную и материальную эволюцию человечества на момент прихода посланника. С точки зрения бахаи, поскольку духовные способности и восприимчивость человечества со временем возростают, степень изложения этих духовных истин меняется.
Бахаулла объяснил, что появление следующих друг за другом посланников было похоже на ежегодный приход весны, которая приносит новую жизнь миру, что перестал следовать учению предыдущего посланника. Он также использовал аналогию мира с человеческим телом и откровения как одеяние «справедливости и мудрости».
Бахаулла упомянул в Китаб-и-Иган, что Бог будет обновлять «Град Божий» примерно каждую тысячу лет, и особо отметил, что новое Богоявление не появится ранее, чем пройдет 1000 лет после послания Бахауллы.

### Религия как школа
Во многих писаниях бахаи самые ранние формы религии сравниваются с начальной школой. С этой точки зрения человечество, подобно ребёнку, который взрослеет и обретает большую способность воспринимать сложные идеи по мере того, как он растёт с годами и учится в школе. Каждый раз, когда приходил божественный посланник, учение передавалось на уровнях, соответствующих степени зрелости человечества. С этой точки зрения истина каждой религии может объясняться по-разному в зависимости от потребностей того, кто получает учение.

### Завет
Завет в Вере Бахаи понимается как соглашение между двумя сторонами: Богом и человеком. Существует различие между Великим заветом, который заключается между каждым посланником от Бога и его последователями относительно текущего законоцарствия и Малым заветом, который касается преемственности власти в религии после кончины посланника.
Великий завет относится к завету, заключенному между каждым посланником от Бога, которого в писаниях Веры Бахаи называют Богоявлением, и его последователями относительно прихода следующего Богоявления. По словам Бахауллы, Бог обещал, что пошлет череду посланников, которые будут наставлять человечество. В Вере Бахаи, этот завет выражен в пророчествах в религиозных писаниях каждой религии, и каждое Богоявление, как Авраам, Моисей, Иисус, Мухаммад, Баб и Бахаулла, предсказало следующее Богоявление. В свою очередь, считается, что последователи каждой религии обязаны исследовать утверждения следующих Богоявлений.
Малый завет —  касается признания посланника, принятия и применения его учения и законов, установленных в отношении преемственности власти внутри религии. В Вере Бахаи способ, которым был четко сформулирован Завет Бахауллы, рассматривается как основополагающая черта религии и мощный защитник единства Веры Бахаи и ее приверженцев.

## Социальные принципы
Следующие принципы часто перечисляются как краткое изложение учения бахаи. Они взяты из стенограмм речей, произнесенных Абдул-Баха во время его путешествия по Европе и Северной Америке в 1912 году Список не является авторитетным, и существует множество таких списков.

### Равенство женщин и мужчин
Вера Бахаи подтверждает гендерное равенство; что мужчины и женщины равны. Бахаулла отметил, что не существует различия в духовном положении мужчин и женщин. Абдул-Баха писал, что и мужчины, и женщины обладают одинаковым потенциалом добродетелей и интеллекта, и сравнивал два пола и прогресс цивилизации с двумя крыльями птицы, каждое из которых необходимо для полета. В этом смысле равенство полов рассматривается бахаи как духовный и моральный стандарт, необходимый для объединения планеты и развития мирового порядка, а также важную роль его реализации в жизни человека, семьи и общин.
Хотя в учении бахаи утверждается полное духовное и социальное равноправие женщин и мужчин, в определенных сферах жизни существуют некоторые аспекты гендерного своеобразия или гендерной дифференциации. Считается, что мужчины и женщины обладают разной силой и способностями, которые позволяют им лучше выполнять разные роли. Таким образом, в учении бахаи есть определенные наставления, которые в некоторых отдельных ограниченных обстоятельствах отдают предпочтение мужчинам, а некоторые отдают предпочтение женщинам. Один из этих аспектов связан с биологическим фактом потенциального материнства для женщин, о том, что девочкам следует отдавать приоритет в образовании, поскольку они потенциально могут стать первыми воспитателями детей. Что касается администрации бахаи, все должности, за исключением членства во Всемирном Доме Справедливости, открыты для мужчин и женщин. Никакой конкретной причины для этого исключения не было указано, но Абдул-Баха заявил, что в этом есть мудрость, которая со временем станет ясной. Несмотря на это, доля женщин, работающих на национальном уровне управления в религии, превышает показатели в обществе в целом: в 2010 году средний мировой показатель женщин-членов парламентов составлял 19 %, в то время как средний мировой показатель женщин, работающих в национальных собраниях, достиг 39 %.

## Гармония религии и науки
Гармония науки и религии — центральный принцип учения бахаи. Этот принцип гласит, что истина едина, и поэтому истинная наука и истинная религия должны находиться в гармонии, тем самым отвергая точку зрения, согласно которой наука и религия находятся в конфликте. Абдул-Баха утверждал, что наука без религии ведет к материализму, а религия без науки ведет к суевериям; он также подтвердил, что для понимания истин религии необходимы способности рассуждения. Абдул-Баха осудил цивилизации, основанные исключительно на материалистических убеждениях, которые, по его словам, могут привести к моральным проблемам.

### Всеобщее обязательное образование
Теме образования в Вере Бахаи уделяется весьма заметное внимание. Её учение содержит принцип всеобщего или обязательного образования. Учение бахаи сосредоточено на продвижении нравственного и духовного образования, помимо искусства, ремесел, наук и профессий. Бахаулла писал, что духовные способности каждого человека не могут быть развиты без духовного образования, и поэтому детям необходимо получать духовное/религиозное образование с раннего возраста. Он также подчеркнул важность светского образования, поскольку работа и призвание человека социально значимы. В учении бахаи говорится, что родители обязаны обеспечить образование своих детей и что особое значение следует уделять образованию девочек.

### Всеобщий вспомогательный язык
Учитывая акцент на единстве человечества учение бахаи рассматривает улучшение общения между народами во всем мире как жизненно важную часть мирового единства и мира. Учение бахаи считает нынешнее разнообразие языков главным препятствием на пути к единству, поскольку существование такого количества языков ограничивает свободный поток информации и затрудняет среднестатистическому человеку получение универсального взгляда на мировые события.
Бахаулла говорил, что отсутствие общего языка служит серьезным препятствием на пути к мировому единству, поскольку отсутствие общения между народами, говорящими на разных языках, подрывает усилия по достижению мира во всем мире из-за неправильного понимания языка; он призывал человечество выбрать вспомогательный язык, который будет преподаваться в школах в дополнение к родному языку, чтобы люди могли понимать друг друга. Он заявил, что до тех пор, пока не будет принят вспомогательный язык, полное единство между различными частями мира будет невозможным.
Однако Бахаулла подчеркнул, что вспомогательный язык не должен подавлять существующие естественные языки и что к языкам должна применяться концепция единства в разнообразии. В учении бахаи утверждается, что культурная неоднородность совместима с единством и что в настоящее время в истории человечества принцип бахаи о единстве подразумевает принятие культурного разнообразия, поскольку человечество обогащается благодаря различным культурам по всему миру. В учении бахаи также говорится, что наличие международного вспомогательного языка устранит давление естественного расширения языковых групп большинства и, таким образом, сохранит языки меньшинств, поскольку каждый человек сохранит свой родной язык и, следовательно, культуру меньшинства.

## Устранение крайностей богатства и бедности
Учение Веры Бахаи гласит, что необходимо устранить крайности богатства и бедности. Абдул-Баха отметил, что как бедность, так и крайнее богатство недопустимы в сострадательном обществе, поскольку бедность деморализоваывает людей, а чрезвычайное богатство обременяет людей. Бахаулла писал, что богатые должны заботиться о бедных, поскольку бедные доверены им Богом. Учение бахаи утверждает, что существует множество способов решения проблемы крайностей богатства и бедности, включая институциональные средства, такие как Хукукулла, а также создание чувства взаимной заботы.
Хотя учение бахаи способствует искоренению крайностей богатства и бедности, оно не продвигает коммунизм, но вместо этого узаконивают индивидуальную собственность. Абдул-Баха далее отметил, что богатство само по себе не является злом и может быть использовано во благо.

## Независимый поиск истины
Бахаулла учил, что каждый человек должен исследовать истину самостоятельно, а не слепо следовать убеждениям других или полагаться на суеверия и традиции как на источники знаний. Этот принцип является основополагающим обязательством. В писаниях бахаи говорится, что для истинного исследования истины мы должны отказаться от своих предрассудков и что, поскольку сущностная Истина, лежащая в основе реальности, едина, независимое исследование также станет мощным шагом на пути к единству человечества.
Относительно того, служит ли использование разума действенным инструментом для независимого исследования истины, ученый-бахаи Ян Клюге утверждает, что религия предписывает форму «умеренного рационализма». Он предложил свою интерпретацию учения бахаи, написав, что «разум может дать нам некоторые знания, но у него также есть пределы». Он резюмирует это фразой «причина необходима, но недостаточна». Абдул-Баха пишет, что разум и силы интеллекта «превращаются в истинные выводы и совершенное знание» только в сочетании с «озарением Святого Духа». 
Бахаи рекомендуется ежедневно медитировать и размышлять над писаниями бахаи в рамках того, что было названо «вечным или бесконечным процессом» поиска истины. :76Шоги Эффенди утверждает, что Бахаулла «не просит нас слепо следовать за Ним», и призывает бахаи «читать Его слова, рассматривать Его учение и оценивать его ценность в свете современных проблем». Абдул-Баха далее подчеркивает, что «Бог дал нам рациональный ум для этой цели, чтобы проникнуть во все вещи и найти истину».
Вольфганг Клебель подчеркнул гармонию интеллекта и сердца в своей интерпретации учения бахаи, написав, что «очевидно, нам нужно и чистое сердце, и ясный разум», и что, если сердце не чисто, оно может «загрязнить логический разум или даже извратить его».  В писаниях бахаи о независимом поиске истины особое внимание уделяется сердцу. Писания бахаи часто просят искателя истины «поразмыслить об этом в своем сердце», и Абдул-Баха пишет: «Пусть ваши сердца станут ясными и чистыми, как полированные зеркала, в которых может отражаться полная слава Солнца Истины».  Сердце также рассматривается как арена, на которой рассеиваются кажущиеся противоречия. Баб пишет: «То, что находится за пределами этих двух крайностей, то есть Срединный путь… не может быть постигнуто ничем, кроме сердца. Бог создал сердце, чтобы понять Его единство и трансцендентность, и именно через сердце можно засвидетельствовать Божественное Единство на уровне действия». Хотя некоторые предполагают, что существует противоречие между сердцем и разумом или верой и разумом, бахаи считают, что это ложные дихотомии, основанные на неадекватных описаниях как веры, так и разума. Например, Бахаулла дает новое определение вере, заявляя, что «Сущность веры — это немногость слов и обилие дел», а Абдул- Баха далее комментирует, что «искренность является краеугольным камнем веры. То есть религиозный человек должен игнорировать свои личные желания и всеми силами стремиться служить общественным интересам». Абдул-Баха также пишет: «Если религия противоречит разуму и науке, то вера невозможна; и когда вера и уверенность в божественной религии не проявляются в сердце, не может быть никакого духовного достижения».
В возрасте пятнадцати лет детям, воспитывающимся в семье бахаи, предписывается исследовать различные духовные традиции, и они могут свободно выбирать, хотят ли они оставаться бахаи или нет. Бахаи запрещено общаться с нарушителями Завета и не рекомендуется читать их литературу. Кроме того, когда бахаи публикуют независимые научные исследования, администрация бахаи требует от них представить свои работы на «рецензирование бахаи», при этом бахаи предлагают свои материалы на проверку перед их публикацией, чтобы обеспечить достоверность с точки зрения администрации, практика, которая подверглась критике со стороны Хуана Коула.

### Духовные принципы
В писаниях бахаи содержится много упоминаний о духовных качествах и ценностях, которые люди должны стремиться развивать. К элементам хорошего характера относятся, среди прочего, надежность, правдивость, верность, искренность, чистота побуждений, служение, справедливость, умеренность, чистота, достоинство и отказ от злословия, уравновешенные разумом и знаниями.
В писаниях бахаи Бог описывается как единый, недосягаемый, всеведущий, вездесущий, нетленный и всемогущий Бог, который является создателем всего сущего во вселенной. Существование Бога и Вселенной считается вечным, без начала и конца. Учение бахаи утверждает, что Бог слишком велик, чтобы люди могли полностью его постичь или создать полный и точный образ самостоятельно. Поэтому человеческое понимание Бога достигается через Его откровения посредством богоявления. В религии бахаи к Богу часто обращаются по титулам и свойствам (например, Всемогущий или Вселюбящий), при этом особое внимание уделяется монотеизму. Учение бахаи утверждает, что свойства, которые применяются к Богу, используются для перевода Божественности в человеческие термины, а также для того, чтобы помочь людям сосредоточиться на своих собственных качествах в поклонении Богу, чтобы развить свои потенциальные возможности на своем духовном пути. Согласно учению бахаи, предназначение человека — научиться познавать и любить Бога посредством таких средств, как молитва, размышление и служение человечеству.
В писаниях бахаи говорится, что у людей есть «разумная душа», и что это дает этому виду уникальную способность распознавать положение Бога и отношения человечества с его создателем. Считается, что каждый человек обязан признать Бога через Его посланников и следовать их учениям. В писаниях бахаи говорится, что благодаря признанию и послушанию, служению человечеству, регулярным молитвам и духовной практике душа становится ближе к Богу, духовному идеалу веры бахаи. Когда человек умирает, душа переходит в загробный мир, где ее духовное развитие в физическом мире становится основой для продвижения в духовном мире. Бахаи верят в вечную жизнь души, а не в реинкарнацию. Рай и ад в учении бахаи это духовное состояние близости или удаленности от Бога, которое описывает отношения в этом мире и следующем, а не физическое место воздаяния и наказания, которое можно достичь после смерти.

## Организация
«Администрация бахаи» или «административный порядок бахаи» — это административная система религии, которая напрямую опирается на учение религии, записанное ее центральными фигурами, особенно Бахауллой и Абдул-Баха. Он разделен на две ветви: избираемую и назначаемую. Высший руководящий институт Веры Бахаи Всемирный Дом Справедливости, расположенный в Хайфе, Израиль.
В администрации бахаи есть четыре основные книги, устанавливающих законы и предписания:
- Китаб-и-Агдас (Наисвятая Книга)
- Скрижали Божественного Плана
- Скрижаль Горы Кармель
- Воля и завещание Абдул-Баха

### Совещание как процесс разрешения разногласий
Ключ к функционированию администрации бахаи - принцип совещания. Это относится к методу неконфликтного обсуждения и принятия решений, который закреплен в писаниях бахаи и который используется на всех уровнях управления бахаи. Совещание выходит за рамки процесса принятия решений, который принимает точку зрения большинства, и относится к процессу, направленному на поиск истины посредством всеобщего участия и дисциплинированного сотрудничества.

## Дальнейшее чтение

### Основные источники
- Абдул-Баха. Some Answered Questions. — Newly revised. — Haifa, Israel : Baháʼí World Centre, 2014. — ISBN 978-0-87743-374-3.
- Бахаулла. Gleanings from the Writings of Baháʼu'lláh. — Wilmette, Illinois, USA : Baháʼí Publishing Trust, 1976. — ISBN 0-87743-187-6.
- Шоги Эффенди. God Passes By. — Wilmette, Illinois, USA : Baháʼí Publishing Trust, 1944. — ISBN 0-87743-020-9.
- Шоги Эффенди. The World Order of Baháʼu'lláh - Selected Letters. — Wilmette, Illinois, USA : Baháʼí Publishing Trust, 1938. — ISBN 0-87743-231-7.

### Вторичные источники
- Schaefer, Udo. Baháʼí Ethics in Light of Scripture, Volume 1 - Doctrinal Fundamentals. — Oxford, UK : George Ronald, 2007. — ISBN 978-0-85398-505-1.
- Schaefer, Udo. Baháʼí Ethics in Light of Scripture, Volume 2 - Virtues and Divine Commandments. — Oxford, UK : George Ronald, 2009. — ISBN 978-0-85398-518-1.

### Внешние ссылки
- Bahai.org: Во что верят бахаи
- Сборники сочинений бахаи на различные темы.
- Ткацкий станок реальности, тематические сборники цитат из Писаний Бахаи и других источников.